# Renato Sini
Renato Sini (Vetralla, 7 dicembre 1971) è un artista marziale e kickboxer italiano,  esperto di combattimento K1 rules.
Maestro di kung fu, di kick boxing di thai boxe e di difesa personale.
Istruttore di boxe F.P.I. C.O.N.I. (Federazione Pugilistica Italiana), arbitro e giudice di gara, operatore dello sport C.O.N.I., formatore B.L.S.D.(rianimazione cardiopolmonare di base e defibrillazione precoce).

## Incontri
4 aprile 2004, Imola (Bologna), Fighting Day eliminatorie per Oktagon 2004 K1 rules
2-3-4 luglio 2004, Orlando (Florida, USA), campionato mondiale di kung-fu:

- primo classificato sanda combattimento a contatto pieno (85-90)
- quarto classificato tao-lu a mani nude

- CAMPIONE DEL MONDO DI SANDA combattimento a contatto pieno (85-90)
26 febbraio 2005, Genova, Kombat Festival, eliminatorie Oktagon 2005 K1 rules 
12 marzo 2005, Eboli, Oktagon Eboli, eliminatorie Oktagon 2005 K1 rules
16 aprile 2005, Milano, Oktagon 2005 K1 rules 
11 marzo 2007, Trento, galà del concilio, eliminatorie Oktagon 2007 K1 rules
14 aprile 2007, Milano, Oktagon 2007 K1 rules 
15 settembre 2007, Ile Rousse (Corsica), Kick Imperator K1 rules 
27 ottobre 2007, Berna (Svizzera), Night of Fighters, match in k1 rules con Mitat Tahirsylaj (campione del mondo W.K.A. 2007 dei supermassimi)
2 dicembre 2007, Bolzano, K1 Italia k1 rules, eliminatorie Lokal Kombat Bucarest (Romania) K1 rules 
17 maggio 2008, Vienna (Austria) Road to K1, K1 rules